# Terminus Paradis
Terminus Paradis este un film dramatic român-francez din 1998, regizat de Lucian Pintilie. Rolurile principale au fost interpretate de actorii Costel Cașcaval, Dorina Chiriac și Gheorghe Visu.

## Rezumat
Filmul prezintă povestea zbuciumată de dragoste dintre Mitu și Norica în România anilor 1990. Mitu a avut posibilitatea să fugă în Statele Unite ale Americii, dar a renunțat la idee pentru a nu-i face probleme tatălui său. În prezent el este îngrijitor de porci. Se întâlnește cu Norica într-o zi de vară, aceasta este ospătăriță la o bodegă. Cei doi se îmbată și se trezesc a doua zi în apartamentul lui Mitu. Deși se îndrăgostesc unul de altul, Norica trebuie să se mărite cu Gili, patronul și amantul ei. Mitu trebuie să plece în armată. După ce află de Norica și Gili, fuge cu un tanc din unitate și distruge bufetul lui Gili. Ajunge în batalionul disciplinar dar evadează, în fuga sa Mitu o ia și pe Norica, fiind urmărit de miliție și de armată.

## Distribuție
- Costel Cașcaval — Mitu (Dimitrie Cafanu), îngrijitor de porci
- Dorina Chiriac — Norica (Eleonora), ospătăriță la bodega lui nea Gili
- Gheorghe Visu — colonelul Vătășescu, comandantul Batalionului 120
- Victor Rebengiuc — Grigore Cafanu, subministru în perioada regimului comunist, tatăl lui Mitu
- Răzvan Vasilescu — căpitanul Burci, comandantul batalionului disciplinar
- Dan Tudor — locotenentul Ulea, comandantul companiei
- Doru Ana — nea Gili (Spiridon Gili Trandafir), proprietarul bodegii Gil Flash din cartierul Calea Dudești, amantul Noricăi
- Petre Gheorghiu — impegatul CFR din Gara Agîdar (menționat Petrică Gheorghiu)
- Cornel Scripcaru — maiorul, comandantul unității de jandarmi din Pădureni
- Coca Bloos — mama lui Mitu
- Mihai Constantin — caporalul din compania lt. Ulea
- Șerban Pavlu — Nicu, fratele lui Mitu, spălător de vase la New York
- Gabriel Spahiu — Costel, fratele lui Mitu
- Alexandru Antoniu — fratele lui Mitu
- Magda Catone — nașa lui Mitu
- Mihaela Teleoacă — Elena, verișoara lui Mitu
- Teodora Herghelegiu — Gina, cumnata lui Mitu
- Cristina Agachi — Cristina, gimnastă medaliată la Tokyo, prietena din copilărie a lui Mitu
- Orodel Olaru — preotul de la biserica de pe malul lacului
- Mihai Brătilă — dezertorul / Ilieș, soldatul arestat pentru lovirea superiorului
- Dragoș Bucur — poștașul biciclist care privește de pe pod urmărirea dezertorului
- Viorel Păunescu — soldat, prietenul lui Mitu
- Cosmin Seleși — Zache, recrutul cu jachetă roșie
- Marius Călugărița — soldat
- Vlad Oancea
- Alexandru Gheorghiu
- Constantin Bărbulescu
- Mihai Calotă — Berilă, soldat din batalionul disciplinar
- Richard Bornoczki — recrutul roșcovan
- Vitalie Bantaș
- Claudiu Leonte
- Eduard Dumitru
- Marcelo Cobzariu — sergentul din batalionul disciplinar (menționat Marcel Cobzariu)
- Gheorghe Ifrim — jandarmul trăgător
- Tiberiu Păun
- Constantin Ghenescu — bețivul care bea pe datorie la bodega lui nea Gili (menționat Costică Ghenescu)
- Marin Daniel Alexandru
- Mihnea Tușcă
- Marilena Chelaru — țiganca vânzătoare din bâlci
- Octav Puric — copilul nașei lui Mitu
- Gavril Pătru — soldatul care-i privește pe Mitu și Norica (nemenționat)
- Eduard Adam — soldatul santinelă (nemenționat)

## Primire
Filmul a fost vizionat de 18.174 de spectatori în cinematografele din România, după cum atestă o situație a numărului de spectatori înregistrat de filmele românești de la data premierei și până la data de 31 decembrie 2014 alcătuită de Centrul Național al Cinematografiei.
A câștigat Marele Premiu special al juriului în 1998 la Festivalul Internațional de Film de la Veneția.

## Vezi și
- Lista filmelor românești propuse la Oscar pentru cel mai bun film străin